# 白い面影
「白い面影」（しろいおもかげ）は、1977年6月21日にCBS・ソニー（現：ソニー・ミュージックレーベルズ）から発売された豊川誕の9枚目シングルである。

## 概要
豊川がジャニーズ事務所在籍時代としては最後にリリースしたシングル（楽曲）。

## 収録曲
1. 白い面影
  - 作詞：阿里あさみ／作曲：浜圭介／編曲:若草恵
2. 悲しみのトランペット
  - 作詞：白鳥園枝／作曲：浜圭介／編曲:若草恵